# Solonceakî, Oceac
Solonceakî (în ucraineană Солончаки) este localitatea de reședință a comunei Solonceakî din raionul Oceac, regiunea Mîkolaiiv, Ucraina.

## Demografie
Componența lingvistică a localității Solonceakî
     Ucraineană (89,59%)
     Rusă (8,13%)
     Alte limbi (1,14%)
Conform recensământului din 2001, majoritatea populației localității Solonceakî era vorbitoare de ucraineană (89,59%), existând în minoritate și vorbitori de rusă (8,13%).